# Alamo (Nou Mèxic)
Alamo (navaho Tʼiistoh) és una concentració de població designada pel cens dels Estats Units a l'estat de Nou Mèxic. Segons el cens del 2000 tenia 1.183 habitants.

## Demografia
Segons el cens del 2000, Alamo tenia 1.183 habitants, 256 habitatges, i 229 famílies. La densitat de població era d'11,5 habitants per km².
Dels 256 habitatges en un 59,8% hi vivien nens de menys de 18 anys, en un 55,9% hi vivien parelles casades, en un 28,5% dones solteres, i en un 10,5% no eren unitats familiars. En el 8,6% dels habitatges hi vivien persones soles el 2,7% de les quals corresponia a persones de 65 anys o més que vivien soles. El nombre mitjà de persones vivint en cada habitatge era de 4,62 i el nombre mitjà de persones que vivien en cada família era de 4,87.
Per edats la població es repartia de la següent manera: un 41,9% tenia menys de 18 anys, un 13,3% entre 18 i 24, un 27,9% entre 25 i 44, un 12,2% de 45 a 60 i un 4,7% 65 anys o més.
L'edat mediana era de 22 anys. Per cada 100 dones de 18 o més anys hi havia 86,7 homes.
La renda mediana per habitatge era de 15.347 $ i la renda mediana per família de 15.060 $. Els homes tenien una renda mediana de 18.125 $ mentre que les dones 17.308 $. La renda per capita de la població era de 4.039 $. Aproximadament el 65,9% de les famílies i el 69,1% de la població estaven per davall del llindar de pobresa.
El segons el cens dels Estats Units de 2010 el 94,59% dels habitants són nadius americans i el 3,89% blancs.

## Poblacions més properes
El següent diagrama mostra les poblacions més properes.